# Kazuno Kohara
Pour les articles homonymes, voir Kohara.
 (août 2013).
Kazuno Kohara est une écrivaine et illustratrice de livres pour la jeunesse. Née au japon, elle réside à présent en Grande-Bretagne. 
Ses livres représentent des illustrations en linogravure monochromes ou en deux couleurs. Son livre Ghosts in the House a été élu « meilleur livre illustré pour enfants » pour l'année 2008 par le The New York Times.

## Publications
- Ghosts in the House!, Roaring Brook Press, 2008
- Here Comes Jack Frost, Roaring Brook Press, 2009
- Little Wizard, Roaring Brook Press, 2010